# Draperija
Draperija (francuski: la draperie = zastor; engleski: drapery, njemački: Faltenwurf, talijanski: pannegiamento) je tkanina složena u nabore; primjenjuje se u slikarstvu i kiparstvu u prikazima ljudske odjeće, te kao dekoracija u arhitektonskim interijerima i namještaju (zavjese prozora,vrata, niša, zidova, otara, baldahina, pozornica i dr.). 

## Povijest
Raspored nabora i masa draperije značajan je izražajni i dekorativni element u likovnim umjetnostima. Igra nabora pokorava se stilskim zakonima i prati strujanja i izmjene u razvoju umjetnosti od davnine. Tako je u umjetnosti starih naroda (egipatska umjetnost, mezopotamska umjetnost) draperija konzervativno stilizirana usporednim pravilnim i simetričnim linijama. U klasičnoj umjentosti stare Grčke, s nastojanjem za anatomskom točnošću, javljaju se nabori koji prate osnovnu građu tijela složenim prevjesima tkanine, da bi potkraj 5. st. pr. Kr. Grci uspjeli simulirati sitno nabrani veo koji se prijanja uz gotovo nago tijelo.
U rimskoj umjetnosti se postupno napušta pojedinost u korist cjelovitog izražaja, da bi se u bizantskoj umjetnosti draperija svela na sustav apstraktnih linija. U srednjem vijeku draperija se udaljava od stvarnosti i ponovno stilizira, te ponegdje poprima fnatastične deformacije.
Umjetnici karolinško-otonske epohe (9. i 10. st.) prikazuju lepršavu kaligrafsku igru nabora, a francuski se kipari kasne romanike i rane gotike približavaju klasičnom prikazu. U talijanskoj rensansi je potpuno revitalizirana, da bi u baroku, gdje je umjetnik tretira krajnjom virtuoznošću, postala bitnim izražajnim sredstvom kompozicije, pokreta i gestikulacije figura, podrcrtavajući njihove karaktere i emocije (Bernini).
Od 18. st. draperija gubi svoje značenje, da bi se izrazito stilizirana javila potkraj 19. st. kao dekorativni element secesije.